# Майоровка (Николаевская область)
Майоровка (укр. Майорівка) — село в Новобугском районе Николаевской области Украины.
Население по переписи 2001 года составляло 360 человек. Почтовый индекс — 55636. Телефонный код — 5151. Занимает площадь 0,64 км².

## Местный совет
55634, Николаевская обл., Новобугский р-н, с. Баратовка, ул. Советская, 6